# Mozzarella di bufala campana
La mozzarella di bufala campana és un formatge de pasta filada fet a base de la llet de les búfales d'aigua de Campània. Es presenta en boles sucoses i sumptuoses blanques o blocs grocs.
Es tracta d'un formatge ric en calci, amb un elevat contingut en proteïnes, vitamines i sals minerals, és molt nutritiu i digestiu, i molt baix en contingut gras, 21% (270 kcal per 100 g). Està protegit per les lleis italianes i europees i es vigila estrictament per garantir la qualitat i la procedència. L'autèntica mozzarella di búfala només es pot fer a Caserta i Salern, part del Benevent, Nàpols, Frosinone, Latina i Roma.
És apreciada per la seva versatilitat i textura elàstica. No obstant això, la seva caducitat és molt breu, el seu preu és elevat, i la producció és limitada, fets que fan sigui fàcil trobar-lo fora d'Europa i que hagi aparegut mozzarella alternativa feta amb llet de vaca. Ben feta, la textura ha de ser similar a l'original, però no tindran els matisos d'aquesta.

## Història
El búfal es va introduir a Itàlia al segle VII com a bèstia de treball per llaurar els aiguamolls del sud de Nàpols. Després d'un temps, amb la propagació de la malària, es van abandonar els búfals i les terres. És al segle xii quan es té constància de l'elaboració de formatge amb aquesta llet. Al segle xviii es van drenar les maresmes, la malària va ser gairebé erradicada i els búfals van començar a domesticar-se. Així va començar a estendre's la producció de mozzarella per tota la Campània. La recepta es va introduir des de l'est de la Mediterrània i Orient Mitjà, on troben altres formatges de quallada filada o pasta filata a Israel i Xipre. Des de mitjans del 2011 també es produeix mozzarella de búfala als aiguamolls de l'Empordà, a Palau-saverdera.

## Característiques
En tallar-la, mostra una textura granulada composta de diverses capes. Cal filtrar les perles de sèrum de llet per separar-les. És dolça i suau, com la llet vella (però no agra), amb una aroma de terra i floridura i un sabor que recorda el cuir nou. Al principi se sent tou i es va estovant, però mai serà rugós, ni relliscós ni salat. Només té un gust amarg i agre si es cura en excés.

## Elaboració
La quallada acabada de fer es deixa fermentar durant algunes hores, després es talla en blocs i es passa per un molinet per picar-la en petits trossos. Les peces es cobreixen amb aigua bullent. Per aconseguir la textura desitjada, a la quallada es remou fins que els grumolls es dissolen i es forma una massa llisa amb aspecte de plàstic. Posteriorment, en un procés que es coneix com a pasta filata, la quallada se centrifuga i s'estira (o fila) per formar boles petites (bocconcini) o trenes de diverses grandàries. Així s'elaboren les capes de quallada, formades per gotes de sèrum atrapades en cercles concèntrics que recorden el pit d'un pollastre rostit. Les boles es remullen amb salmorra freda perquè s'amarin i absorbeixin una petita quantitat de sal; aquesta accentua el seu sabor i contribueix a la seva conservació.